# 援中港代天府
22°43′18″N 120°16′29″E / 22.7217381°N 120.2747646°E
援中港代天府，是位於臺灣高雄市楠梓區援中港的王爺廟，主祀五府千歲，建立於1930年（日昭和五年）。

## 歷史
1786年（清乾隆五十一年），南鯤鯓代天府之分靈池府千歲奉祀於大湖（位於今高雄市湖內區），直至1800年（清嘉慶五年），大湖碧湖宮落成於今湖內區大湖里。:234
1850年（清道光三十年），援中港當地耆老至大湖碧湖宮包香火回庄鎮守供奉以保佑鄉民，由於屢顯神威，於同年雕刻池府千歲境主金身，並迎回民宅供奉，後續設置爐主制，由信徒求筊產生爐主，迎回家宅供奉以佑鄉民。:234
1930年（日昭和五年），由於神威顯赫、香火鼎盛，鄉民提倡建立村廟以利供奉，完工後該府成為在地的信仰中心，供信眾們膜拜。:235
1941年（日昭和十六年），政府強制徵收援中港所有土地，該府廟地也被徵收，因此遷於現址重建。
1964年（民國五十三年），該府重建後，增雕李、吳、朱、范府千歲等四尊神明，合祀為「五府千歲」，神諭賜封廟宇為「代天府」。
1992年（民國八十一年），經該府神明指示及多數信徒認同，並歷經該府第一屆至第四屆董監事及所有重建委員盡心盡力和信徒熱心捐助，於現址處再次完成重建工作，建築改以「閩南二落三進」之宮殿建造，架構宏偉，頗有一番新氣象。
2008年（民國九十七年），完成興建環保金爐，並於同年10月舉行慶成謝土建醮進香等重大祭典科儀。

## 事蹟
1931年（昭和六年），該府配合大湖碧湖宮至南鯤鯓代天府進香，該年由援中港代天府黑令旗搶在太爺香團前奪得了頭爐香。後續在香團隊伍行經台南仁德二層行橋時，太爺香團因不滿被該府搶得頭香，顏面盡失，便於二層行橋動用該庄百餘人準備械鬥，以討回顏面。當時，該府池王爺目睹雙方即將大動干戈廝殺，氣得鬍鬚直豎、鼻頭冒出三點汗水，由於援中港代天府香團人數較少，在情勢危急時，該府池王爺展現神威化顯數千人，震攝太爺香團令其不敢輕舉妄動，待台南警部人員到場時，雙方已化干戈為玉帛。:235

## 外部連結
- 援中港代天府的Facebook專頁
- 台灣法人網 財團法人高雄市援中港代天府 （页面存档备份，存于）
- 台灣美廟故事